# Luangwa (цинодонт)
Luangwa — вимерлий рід траверсодонтидних цинодонтів. Вид Luangwa drysdalli був відкритий у 1963 році в долині річки Луангва в Замбії, Африка. Луангва жив у тріасовому періоді 240 мільйонів років тому.
У липні 2008 року в бразильському містечку Дона-Франсіска (Ріу-Гранді-ду-Сул), що входить до складу геопарку Палеоррота, був знайдений череп Luangwa sudamericana. Відкриття було зроблено командою ULBRA.